# ファミリードラマ (NHK)
ファミリードラマは、1985年から1987年までNHK総合テレビで放送されたテレビドラマ枠である。

## 概要
子供が成長する過程で出会う様々なテーマを取り上げ、家族で楽しむことを目的にした。

## 放送時間
- NHK総合：金曜 19:30 - 20:00

## 放送作品
| 作品名                     | 放送期間                        | 備考                                         |
| -------------------------- | ------------------------------- | -------------------------------------------- |
| ひとりっ子トンキーの大旅行 | 1985年05月04日                  |                                              |
| 夢家族                     | 1985年10月11日 - 1986年01月31日 | オープニングは藤城清治によるシルエットアニメ |
| たけしくん、ハイ!          | 1986年02月07日 - 1986年03月14日 | 1985年『銀河テレビ小説』再編集版             |
| お箸とスプーン             | 1986年04月11日 - 1986年07月18日 |                                              |
| ジェニーがやって来た       | 1986年09月05日 - 1986年12月05日 |                                              |
| 月なきみ空の天坊一座       | 1987年01月16日 - 1987年02月20日 | 1986年『銀河テレビ小説』再編集版             |
| おじいちゃんの贈り物       | 1987年03月06日 - 1987年05月08日 |                                              |
| 旅少女                     | 1987年05月29日 - 1987年07月31日 |                                              |